# Pimp My Ride
Pimp My Ride er et tv-show produceret af MTV. Hver episode handler om at en bil i dårlig stand skal repareres og herefter specialfremstilles. I den originale amerikanske version er rapperen Xzibit vært.
En episode af Pimp My Ride begynder typisk med at en programdeltager viser sin "faldfærdige" bil frem. Vedkommende skal overbevise MTV om hvorfor at vedkommendes bilen har behov for at blive "pimped".
Efter dette dukker rapperen Xzibit ved programdeltageren hus, hvor han tager et kik på bilen.
Xzibit joker med deltageren om de ting der er galt med bilen. Herefter lover han ejeren at han vil sørge for en komplet makeover af køretøjet.
På dansk TV har konceptet været i brug med titlen fire hjul og en overhaling.